# Troy (Michigan)
Troy is een plaats (city) in de Amerikaanse staat Michigan, en valt bestuurlijk gezien onder Oakland County.

## Demografie
Bij de volkstelling in 2000 werd het aantal inwoners vastgesteld op 80.959.
In 2006 is het aantal inwoners door het United States Census Bureau geschat op 81.118, een stijging van 159 (0.2%).

## Geografie
Volgens het United States Census Bureau beslaat de plaats een oppervlakte van
87,2 km², waarvan 86,9 km² land en 0,3 km² water.

## Plaatsen in de nabije omgeving
De onderstaande figuur toont nabijgelegen plaatsen in een straal van 12 km rond Troy.